# Sankt Corona am Wechsel
Sankt Corona am Wechsel är en ort och kommun  i Österrike. Den ligger i distriktet Neunkirchen i förbundslandet Niederösterreich, 80 kilometer söder om huvudstaden Wien.